# موجودات زیبا (فیلم ۲۰۰۰)
موجودات زیبا (به انگلیسی: Beautiful Creatures) فیلمی جنایی محصول سال ۲۰۰۰ و به کارگردانی بیل ایگلز است. در این فیلم بازیگرانی همچون ریچل وایس، سوزان لینچ، ایان گلن، جیک دی آرسی، تام مانیون و الکس نورتون ایفای نقش کرده‌اند. سوزان لینچ برای بازی در این فیلم، نامزد دریافت جایزه فیلم مستقل انگلیس بهترین بازیگر نقش اول زن شد.

## داستان
داستان فیلم درباره دو دختر است که یکی از آن‌ها به طور اتفاقی دوست پسرش را می‌کشد. 